# Хайдык-Гол
Хайды́к-Гол (Хайдыкхол, Кайдухэ, кит. упр. 开都河, пиньинь Kāidū hé, Караша́р) — река в Синьцзян-Уйгурском автономном районе Китая. Крупнейшая из рек, впадающих в озеро Баграшкёль (Бостон).
Монгольский топоним Хайдык-Гол означает «одинокая река».

## География
Река берёт начало в долине реки Их-Юлдуз (Большой Юлдуз) от слияния рек Их-Юлдуз и Бага-Юлдуз (Малый Юлдуз) на высоте 2380 метров над уровнем моря, и течёт сначала на юго-восток, а потом на восток между горными хребтами Боро-Хоро (на юге) и Сармин-Ула (на севере). На территории Яньци-Хуэйского автономного уезда река поворачивает на юго-восток, протекает по центру уезда Баграш и впадает в озеро Баграшкёль с северо-запада, на высоте 1028 метров над уровнем моря. На своем пути близко подходит к посёлку Карашар, в котором размещаются власти Яньци-Хуэйского автономного уезда.

## Отражение в культуре
Река (под названием «Река Сыпучих Песков») описана в классическом китайском средневековом романе «Путешествие на Запад» как место обитания демона Ша Сэна.